# 인제 갑둔리 오층석탑 및 주변탑재 일식
인제 갑둔리 오층석탑 및 주변탑재 일식(麟蹄 甲屯里 五層石塔 및 周邊塔材 一式)은 대한민국 강원특별자치도 인제군 남면 소치리에 있는 오층석탑 및 주변탑재 일식이다. 1993년 6월 3일 강원특별자치도의 문화재자료 제117호로 지정되었다.

## 개요
인제군 남면 소치리 및 상남면 상남리에 흩어져 있는 석탑 및 탑의 일부분으로, 모두 3기에 이른다.
첫번째는 갑둔리 5층 석탑으로, 2층 기단(基壇) 위에 5층의 탑신(塔身)을 올리고 있는데, 탑신의 1·2·3층 몸돌과 5층 지붕돌은 탑을 복원할 때 새로 만들어 끼워 넣은 것이다. 아래층 기단에는 안상(眼象)을 조각하고 위층 기단에는 기둥모양과 글을 새겨 놓았다. 탑신의 각 층 지붕돌은 네 귀퉁이가 살짝 치켜 올라 갔으며 밑면에 3단의 받침을 두었다. 위층 기단에 고려 정종 2년(1036)이란 기록이 있어 고려시대 석탑 및 불교사 연구에 중요한 자료가 되고 있다.
두번째는 갑둔리 3층 석탑으로, 갑둔초등학교에서 700m 정도 떨어진 곳에 놓여 있다. 지금의 자리에 일부 남아 있던 기단과 갑둔초등학교에서 보관하던 탑신부로 1988년 새로이 복원해 놓았는데, 돌의 재질·양식·크기가 달라 각기 다른 석탑의 부재로 보인다. 현재 탑신부는 2층 지붕돌과 3층 몸돌이 없어진 상태이다. 각 층의 몸돌에는 기둥 모양을 새겼다. 지붕돌은 두툼한 처마가 완만한 곡선을 이루다 네 귀퉁이에서 힘껏 치켜 올라갔고, 밑면에 3단의 받침을 두었다. 일부 탑재를 잃어버렸지만 지붕돌의 양식으로 보아 고려시대에 세운 탑으로 보인다.
세번째는 상남리 석탑재로, 아래층 기단 조각, 위층 기단 가운데돌, 탑신의 1층 몸돌, 몸돌 조각, 지붕돌 조각 등 다섯 부분이다. 이 탑재들은 기단부와 지붕돌 양식으로 볼 때 통일신라 후기의 특징을 가지고 있는데, 현재 남아 있는 부재로는 원형복원이 불가능하다.

## 참고 자료
- 인제갑둔리오층석탑및주변탑재일식 - 국가유산청 국가유산포털